# レミリア・スカーレット
レミリア・スカーレット（Remilia Scarlet）は、同人サークルの上海アリス幻樂団が制作した作品群『東方Project』に登場する架空のキャラクター。『東方紅魔郷』の6面ボスであり、フランドール・スカーレットの姉。種族は吸血鬼であり年齢は500歳を超えている。

## 概要

### 人物像
ヴラド・ツェペシュの末裔を自称しているが、実際の血縁関係はない。吸血鬼としては少食で血を溢し服を真っ赤に染めるため「スカーレットデビル」という異名で呼ばれている。

### 容姿
青い銀髪に薄いピンク色のナイトキャップを被っており、服は帽子と同じ薄いピンクで赤い線が入っている。

### 代表的なスペルカード

#### 東方紅魔郷
- 天罰「スターオブダビデ」
- 神罰「幼きデーモンロード」
- 冥符「紅色の冥界」
- 獄符「千本の針の山」
- 呪詛「ブラド・ツェペシュの呪い」
- 神術「吸血鬼幻想」
- 紅符「スカーレットシュート」
- 紅符「スカーレットマイスタ」
- 「レッドマジック」
- 「紅色の幻想郷」

#### 東方萃夢想
- 紅符「不夜城レッド」
- 紅魔「スカーレットデビル」
- 必殺「ハートブレイク」
- 神槍「スピア・ザ・グングニル」
- 夜符「デーモンキングクレイドル」
- 夜王「ドラキュラクレイドル」

#### 東方永夜抄
- 紅符「不夜城レッド」
- 紅魔「スカーレットデビル」
- 「スカーレットディスティニー」

#### 東方文花帖
- 魔符「全世界ナイトメア」
- 紅符「ブラッディマジックスクウェア」
- 紅蝙蝠「ヴァンピリッシュナイト」
- 神鬼「レミリアストーカー」

### テーマ曲
- 亡き王女の為のセプテット